# Arthington
Arthington est une ville du Liberia, située au nord-ouest de la capitale Monrovia le long de la rivière Saint-Paul. Elle est principalement connue pour être la ville de résidence du 22e président du pays Charles Taylor.

## Histoire
La ville porte le nom de Robert Arthington, un avocat et philanthrope de Leeds, en Angleterre, qui a contribué financièrement à l'émigration d'anciens esclaves du sud des États-Unis vers le Liberia et à l'amélioration de l'accès à l'intérieur du pays.
Des esclaves noirs affranchis, faisant le chemin inverse de leurs ascendants et revenants des États-Unis en Afrique, fondent la ville de Monrovia au début du XIXe siècle. Ils y créent une colonie américaine, puis en 1847, au milieu du siècle, cette colonie devient une république indépendance et se dote d’une Constitution semblable à la constitution américaine. Cette nouvelle nation est alors dirigée par ces anciens esclaves afro-américains, qui représentent 4% de la population, puis par leurs descendants, dits américano-libériens, qui monopolisent le pouvoir à l'instauration d'un suffrage censitaire,.
Arthington, à une trentaine de kilomètres au nord de Monrocvia et un peu plus dans les terres, est fondée en 1869 par 79 autres immigrants afro-américains, originaires de Windsor, en Caroline du Nord. En 1870, John Roulhac et son groupe arrivent sur place. En 1871, d'autres groupes dirigés par Jefferson Bracewell et Elias Hill suivent également, et en 1872, c'est encore un autre groupe dirigé par Aaron Miller qui s'installe en ce lieu. Les descendants de ces immigrants et d'autres en provenance des États américains de Caroline du Nord, Caroline du Sud et Géorgie ont constitué ce que l'on a appelé plus tard la population américano-libérienne de la ville.
La ville était autrefois connue pour sa production de canne à sucre, de café et de gingembre, et était le siège de l'une des sociétés commerciales les plus prospères du Liberia à la fin du XIXe siècle.
L'architecture de la partie ancienne de la ville est inspirée des maisons de plantation des Carolines.

## Personnalités liées à la ville
- Charles Taylor (1948-2003) : homme politique acteur de la première guerre civile libérienne, et président du Libéria. Né à Arthington, il y résida également.
- Ellen Mills Scarbrough (1900-1983), femme politique libérienne, et première femme membre d'un gouvernement de ce pays (secrétaire adjointe à l'instruction publique).